# Huy chương Frisch
Huy chương Frisch là một huy chương do Hội Kinh tế lượng trao tặng 2 năm một lần cho các nghiên cứu ứng dụng theo lý thuyết hoặc theo thực nghiệm được đăng trên báo Econometrica trong vòng 5 năm trước. Huy chương này được đặt theo tên nhà kinh tế học người Na Uy Ragnar Frisch.

## Các người đoạt huy chương
- 2008 – David Card và Dean R. Hyslop cho bài "Estimating the Effects of a Time-Limited Earnings Subsidy for Welfare-Leavers," Econometrica, 73(6), tháng 11 năm 2005, 1723-177
- 2006 - Fabien Postel-Vinay & Jean-Marc Robin cho bài "Wage Dispersion with Worker and Employer Heterogeneity", Econometrica
- 2004 - Jonathan Eaton & Samuel Kortum cho bài "Technology, Geography, and Trade", Econometrica, 70(5), tháng 9/2002, 1741–1779.
- 2002 - Ricardo J. Caballero & Eduardo M.R.A. Engel cho bài "Explaining Investment Dynamics in U.S. Manufacturing: A Generalized (S,s) Approach", Econometrica, 67, tháng 7/1999, các trang 783–826.
- 2000 - Richard Blundell, Alan Duncan & Costas Meghir cho bài "Estimating Labor Supply Responses Using Tax Reforms", Econometrica, 66, tháng 7/1998, các trang 827–861.
- 1998 - Robert M. Townsend cho bài "Risk and Insurance in Village India", Econometrica, 62, tháng 5/1994, các trang 539–591.
- 1996 - Steven T. Berry cho bài "Estimation of a Model of Entry in the Airline Industry", Econometrica, 60, tháng 7/1992, các trang 889–917.
- 1994 - Larry G. Epstein & Stanley E. Zin cho bài "Substitution, Risk Aversion, and the Temporal Behavior of Consumption and Asset Returns: A Theoretical Framework", Econometrica, 57, tháng 7/1989, các trang 937–969.
- 1992 - John Rust cho bài "Optimal Replacement of GMC Bus Engines: An Empirical Model of Harold Zurcher", Econometrica, 55, tháng 9/1987, các trang 999–1033.
- 1990 - David M. G. Newbery cho bài "Road Damage Externalities and Road User Charges," Econometrica, 56, tháng 3/1988, các trang 295–316.
- 1988 - Ariel Pakes cho bài "Patents as Options: Some Estimates of the Value of Holding European Patent Stocks", Econometrica, 54, tháng 7/1986, các trang 755–784.
- 1986 - Jeffrey A. Dubin & Daniel L. McFadden cho bài "An Econometric Analysis of Residential Electric Appliance Holdings and Consumption", Econometrica, 52, tháng 3/1984, các trang 345–362.
- 1984 - Lars Peter Hansen & Kenneth J. Singleton cho bài "Generalized Instrumental Variables Estimation of Nonlinear Rational Expectations Models", Econometrica, 50, tháng 9/1982, các trang 1269–1286.
- 1982 - Orley Ashenfelter cho bài "Unemployment as Disequilibrium in a Model of Aggregate Labor Supply", Econometrica, 48, tháng 4/1980, các trang 547–564.
- 1980 - Jerry A. Hausman & David A. Wise cho bài "Attrition Bias in Experimental and Panel Data: The Gary Income Maintenance Experiment", Econometrica, 47, tháng 3/1979, các trang 455–473.
- 1978 - Angus S. Deaton cho bài "The Analysis of Consumer Demand in the United Kingdom, 1900-1970", Econometrica, 42, tháng 3/1974, các trang 341–367.